# T.O.P
Чхве Сын Хён (кор. 최승현, 崔勝鉉, Choi Seung Hyun; более известный как T.O.P (Ти-Оу-Пи) или Тхап (кор. 탑; рус. топ.); род. 4 ноября 1987, Сеул, Республика Корея) — южнокорейский рэпер, певец, автор песен, модель и актёр. Участник мужской группы Big Bang с 2006 по 2023 год.
Начинал как андеграундный рэпер под псевдонимом Tempo, выступая в клубах. В 2006 году присоединился к лейблу YG Entertainment и дебютировал в качестве ведущего рэпера в мужской группе BigBang. Группа стала одной из самых продаваемых музыкальных коллективов всех времён в Азии и одним из самых продаваемых бой-бэндов в мире. В 2010 году, во время перерыва в деятельности группы, T.O.P и лидер Big Bang G-Dragon совместно записали альбом GD & TOP. T.O.P выпустил два цифровых сингла: Turn It Up (2010) и Doom Dada (2013), которые заняли второе и четвёртое места соответственно в цифровом чарте Gaon.
T.O.P дебютировал в кино в 2007 году в телесериале «Я — учитель», за которым последовали роли в телесериале «Айрис» и телефильме «Девятнадцать» (2009). Дебют T.O.P на большом экране состоялся в 2010 году, за роль в фильме «71: В огне» он получил положительные отзывы и множество наград, в том числе победы в номинации «Лучший новый актёр» на престижных кинопремиях Кореи: «Голубой дракон» (2010) и «Пэксан» (2011). Впоследствии он сыграл главные роли в фильмах «Выпускник» (2013), за который был удостоен награды «Новый азиатский актёр года» на Международном кинофестивале в Пусане, и «Тацца 2: Скрытая карта» (2014). В декабре 2024 года вышел второй сезон сериала «Игра в кальмара» где он сыграл роль Чхве Су Бона / Таноса / Игрока № 230.

## Жизнь и карьера

### 2005—2006: Начало карьеры, дебют с Big Bang

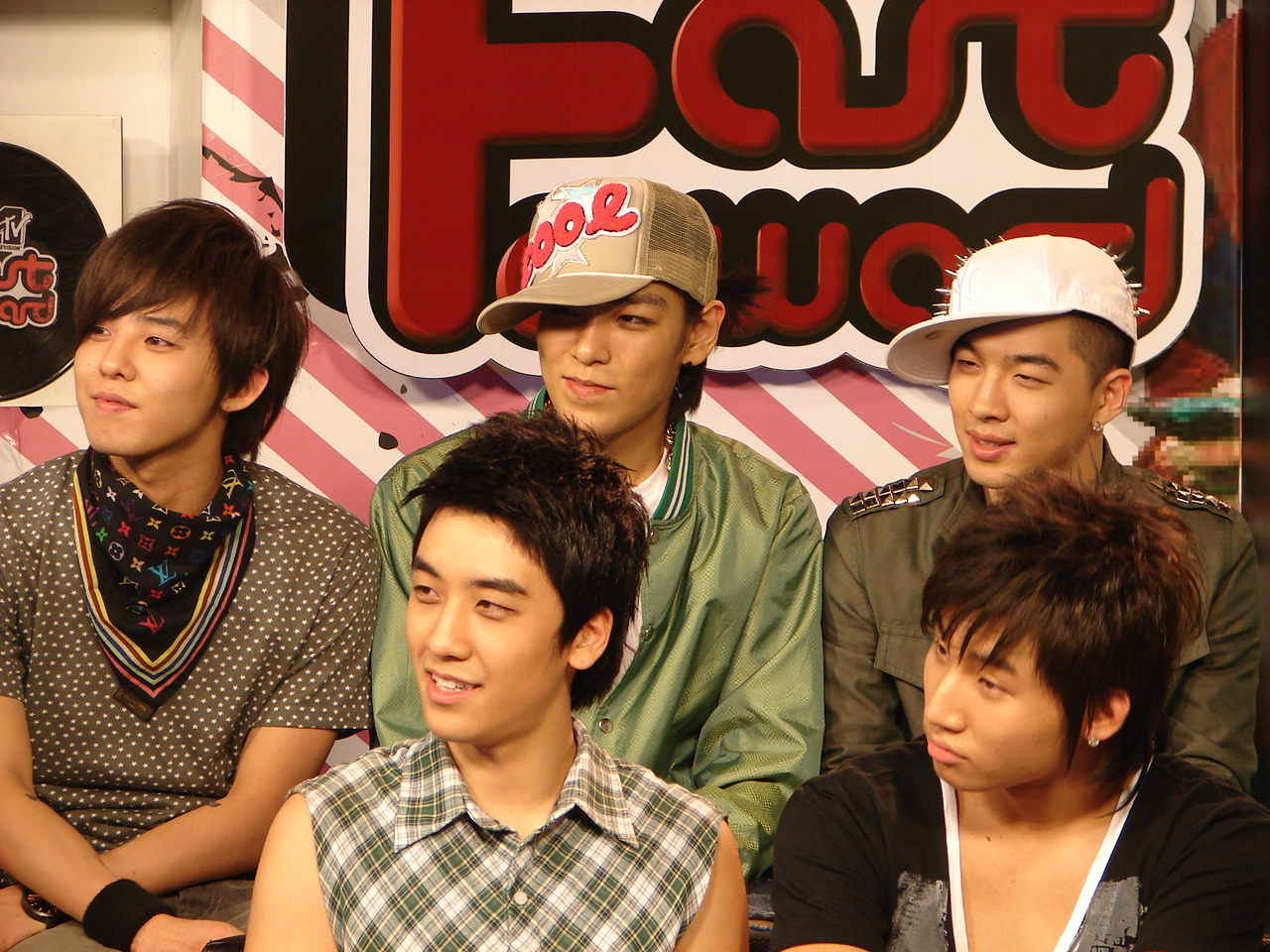
Big Bang на MTV Fast Forward, Таиланд, декабрь 2007 года

До того, как Сын Хён пришёл в YG Entertainment, он читал рэп под псевдонимом Tempo. С пяти лет он мечтал стать музыкантом, в восемь услышал записи американского хип-хоп дуэта Eric B. & Rakim. «Я сразу почувствовал, что это то, что мне нужно делать со своей жизнью», — отметил он в одном из своих интервью, вспоминая о детстве, и отметил, что считает рэп «самым творческим жанром». В 2003 году Чхве Сын Хён стал победителем Rap Battle на радио KBS. Самой известной композицией с участием Сын Хёна до его дебюта в Big Bang стала «Buckwild» — совместная работа с NBK Gray. Некоторое время он жил рядом с Квон Джи Ёном (G-Dragon, будущий лидер Big Bang), они учились в соседних школах, дружили и часто читали рэп вместе.
Несмотря на то, что их пути вскоре разошлись, G-Dragon связался с Сын Хёном, когда YG Entertainment объявили кастинг на новых участников для создания бойз-бэнда. Тот записал демо-диск и послал его директору YG Ян Хён Соку. Он пригласил Сын Хёна на прослушивание, но отказал, так как посчитал, что полный юноша не соответствует образу айдола. Сын Хён позже заявил: «Я вернулся домой, и мне было больно от осознания всего этого. Я хотел присоединиться к YG Entertainment». Он усиленно занялся спортом и через шесть месяцев вновь пришёл на прослушивание, и на этот раз был принят в группу. В СМИ сообщалось, что он потерял 20 кг за 40 дней.
Чхве Сын Хён получил сценическое имя Тхап (кор. 탑), которое ему придумал рэпер Seven. Псевдоним переводится как «топ» или «вершина», на английский в том числе, и отражает стремление «всегда быть первым». От английского перевода появился второй псевдоним исполнителя, ставший в итоге самым известным — T.O.P. Сын Хён стал одним из двух рэперов группы наряду с G-Dragon. За место в Big Bang боролись также Тхэян, Тэсон, Сынни и Чан Хёнсын — YG запустили специальную программу, шоу «на выживание», чтобы телезрители могли видеть все нюансы процесса отбора. На финальном этапе Чан Хён Сын выбыл, а Big Bang дебютировали в составе пяти человек. В первом сингл-альбоме T.O.P и G-Dragon представили сингл «We belong together» совместно с Пак Бом. Позже в первом полноформатном альбоме группы Big Bang Vol.1 T.O.P представил сольный трек под названием «Big Boy».
Группа обрела огромный успех с выпуском песни «Lies» (кор. 거짓말; коджинмаль) из их первого мини-альбома Always (2007), который возглавил чарты после выхода. Синглы «Last Farewell» (кор. 마지막 인사, маджимак инса) из мини-альбома Hot Issue и «Day by Day» (кор. 하루 하루, хару хару) из мини-альбома Stand Up также оказались на вершинах чартов, как недельных так и годовых.

### 2007—2010: Развитие сольной карьеры, работы T.O.P в кино.GD & TOP
После выхода мини-альбомов и новых синглов T.O.P начал работать над своей сольной карьерой. В апреле 2007 года вместе с Тхэ Яном и G-Dragon он участвовал в презентации сингла «Super Fly» певицы Lexy, для её альбома Rush. В конце лета он появился в клипе «Hello» группы Red Roc. Позднее он стал первым участником Big Bang, который дебютировал в качестве актёра: в дораме KBS2 «Я — учитель» он исполнил роль школьного бойца Чхэ Мусина. Несмотря на то, что в кино он хотел использовать сценическое имя, полагая, что это больше отражает его профессиональную деятельность, его часто подписывают паспортным именем, а псевдоним указывали в скобках. Он также стал ведущим музыкальной программы «Music Core» на канале MBC.

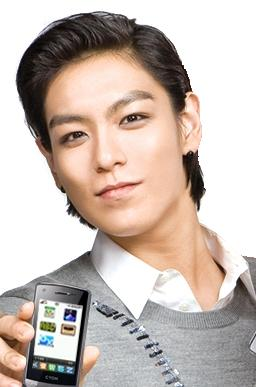
T.O.P. позирует для рекламы телефона LG в 2009 году

В 2008 году, продвигая деятельность своей группы, он сотрудничал с R&B певицей Gummy в хитовой песне «I’m Sorry» (미안해요, мианхэё) для её альбома Comfort, которая держалась на первом месте чарта Melon 4 недели подряд, сотрудничал с легендой k-pop Ом Джонхва для её сингла «D.I.S.C.O.» и с ZiA для сингла «I only see you». В этом же году он успешно поступил в университет Донгук по специальности Theatre and Film Studies. Немного позже T.O.P приостановил свою сольную деятельность, чтобы присоединиться к рекламной кампании Big Bang. Спустя год он вернулся к актёрской профессии, сыграв отрицательного героя Вика в корейской дораме «Айрис». T.O.P также записал песню «Hallelujah» как саундтрек к сериалу совместно с Тхэ Яном и G-Dragon. После «Айрис» T.O.P и Сынни появились в подростковой дораме «Девятнадцать», для которой они написали песню «Because».
Его роль в фильме «71: В огне», посвящённом одному из эпизодов Корейской войны, была хорошо принята и принесла ему несколько корейских премий в категории «Лучший новый актёр». Фильм также набрал около 1 миллиона просмотров за неделю, что сделало его лучшим фильмом Южной Кореи за 2010 год.

Во время большого шоу Big Bang 2010 года T.O.P исполнил свой новый сингл «Turn It Up». Позже он загрузил официальный клип, который набрал более миллиона просмотров в течение нескольких минут. Он стал первым корейским музыкантом, чья песня обошла весь мир на ITunes. В качестве цифрового сингла песня достигла второго места в Gaon Digital Chart и к концу 2010 года сингл был скачан более 1,3 миллиона раз.

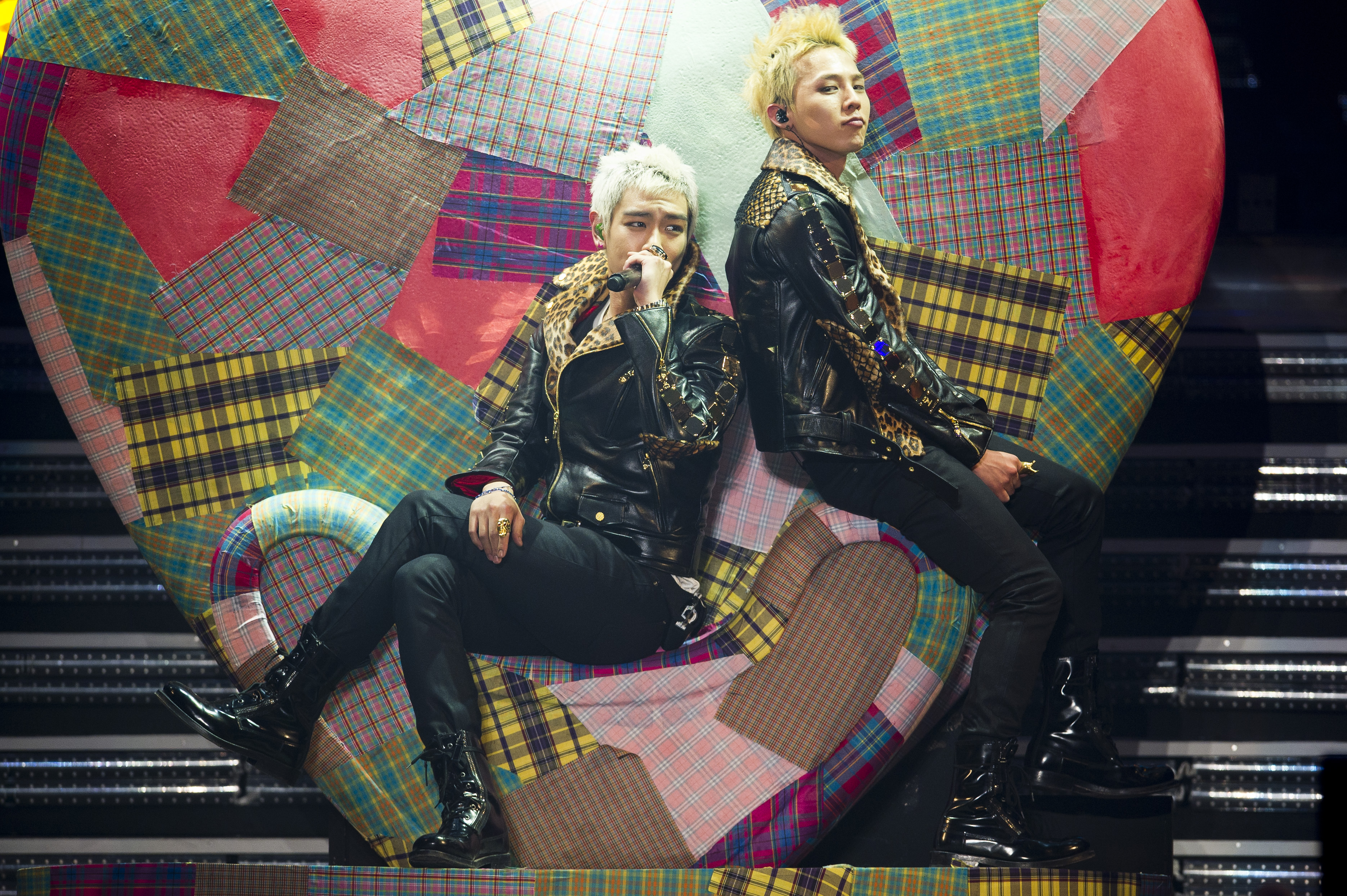
Выступление с G-Dragon в 2011 году

Позже в том же году T.O.P и его коллега по группе G-Dragon сформировали подгруппу для выпуска альбома GD & TOP. Перед выпуском альбома дуэт провёл мировую премьеру своего альбома на Таймс-сквер в Йондынпхо в Сеуле, которая транслировалась в прямом эфире на YouTube. В поддержку альбома были выпущены три сингла: «High High», «Oh Yeah (песня GD & TOP)» и «Knock Out». Все три сингла, выпущенные до выхода альбома, имели коммерческий успех: «Knock Out» возглавил чарты, а «Oh Yeah» и «High High» заняли второе и третье места соответственно. Альбом вышел в канун Рождества и дебютировал на первом месте с 200 000 предварительных заказов.

### 2011—2016: Работа в кино. «Doom Dada»

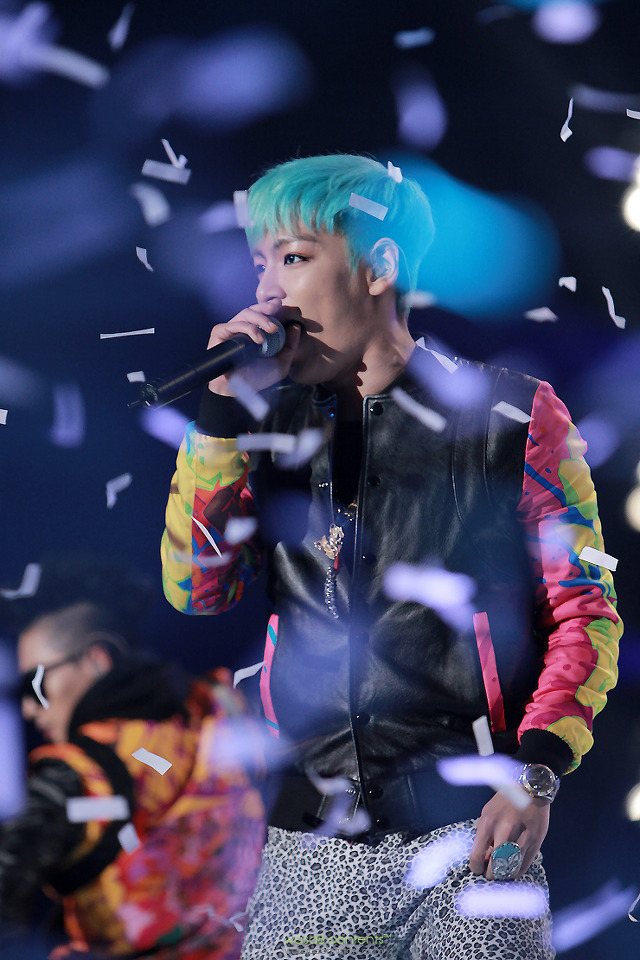
T.O.P. в 2012 году

В 2011 году, после выхода альбома «Tonight», Big Bang приостановили свою деятельность из-за аварии, в которую попал Тэсон и скандала с употреблением марихуаны G-Dragon. T.O.P вместе с Big Bang присутствовал на MTV ЕМА 2011, где они победили в категории «Best Worldwide Act». Также, начиная с альбома «Tonight», T.O.P. принимал участие в написании композиций для группы на постоянной основе. С этого же альбома GD становится основным музыкальным продюсером группы, а T.O.P — постоянным сопродюсером. По состоянию на конец 2024 года является продюсером около 50 песен.
В 2012 году T.O.P снялся в фильме «Выпускник», исполнив роль сына северокорейского шпиона, который должен выполнить разведзадание в Южной Корее, чтобы воссоединиться с сестрой. T.O.P согласился на эту роль, потому что «почувствовал симпатию к главному герою, Ли Мён Хуну». Во время съёмок боевой сцены для фильма он повредил тыльную сторону руки, порезавшись о стекло, и позже ему потребовалась операция. Съёмки фильма были отложены на несколько недель, но, несмотря на травмы, T.O.P продолжал выступать с Big Bang в мировом турне. За свою роль он победил в номинации «Лучший новый актёр», вручение которой состоялось во время Международного кинофестиваля в Пусане.
T.O.P был назван «одним из самых горячих секс-символов 2013 года» по версии журнала Rolling Stone. В ноябре он выпустил сингл «Doom Dada». Песня впервые была исполнена на церемонии Mnet Asian Music Awards в 2013 году в Гонконге. «Doom Dada» заняла первое место в списке 10 лучших K-Pop треков 2013 года по версии журнала Dazed, где её назвали «… привлекательной и отталкивающей… Это K-Pop, но хитрый, неистовый и скользкий». Позже он появился в японском альбоме британской певицы Пикси Лотт вместе с G-Dragon в песне «Dancing on My Own». Это был его первый сингл спустя 3 года с выхода «Turn It Up».
В 2014 году T.O.P сыграл главную роль шулера Хам Дэ Гиля в южнокорейском фильме «Война цветов 2: Рука Бога» (в оригинале: «Тацца 2: Спрятанная карта»), созданного по мотивам одноимённой манхвы. Дебютировал в качестве дизайнера мебели в 2015 году в сотрудничестве с компанией Vitra. Позже в том же году он снялся в веб-драме CJ E&M «Тайное послание» вместе с японской актрисой Юри Уэно. Исполнил композицию «Hi Haruka», которая вошла в саундтрек к дораме.
Несмотря на то, что большую часть 2015 года T.O.P провёл в гастролях и продвижении альбома BigBang Made, он также снялся в немецко-китайском фильме «Вне контроля» вместе с гонконгской актрисой Сесилией Чун. Фильм планировался к выходу в Китае.

### 2017—2019: Военная служба, проблемы, связанные с употреблением марихуаны
В 2017 году завершил обучение в университете Донгук, получив степень бакалавра.
T.O.P был призван в армию 9 февраля 2017 года, он должен был пройти службу в полиции и демобилизоваться 8 ноября 2018 года. В июне 2017 года стало известно, что он будет привлечён к ответственности без содержания под стражей за употребление марихуаны — певица-стажёр Хан Сохи призналась, что курила марихуану дома у T.O.P вместе с ним. T.O.P. был переведён в другое полицейское подразделение и отстранён от службы в полиции до вынесения приговора по его делу. Через несколько дней T.O.P был найден без сознания в казарме из-за предполагаемой передозировки назначенного ему бензодиазепина, снимающего тревожность, и был госпитализирован. Мать Чхве Сын Хёна обратилась к прессе в связи с публикациями о состоянии его здоровья со следующими словами: «Мой сын все ещё без сознания, и читать статьи, в которых говорится, что он „глубоко спит“, больно. Пожалуйста, воздержитесь от таких высказываний. Мы не знаем, как все обернется. Мой сын находится в критическом состоянии. Я вижу, как умирает мой сын, но я также вижу сообщения, в которых говорится, что он просто спит». Она добавила, что у Сын Хёна может быть повреждён мозг из-за недостаточного снабжения кислородом. 8 июня он пришёл в сознание и начал восстанавливаться. Впоследствии T.O.P был вынужден выступить с письменным обращением, в котором признал, что из-за своих действий чувствует себя неловко. Спустя пять лет в интервью интернет-изданию Prestige Online — HongKong T.O.P рассказал об этом, по его словам, самом тяжёлом периоде жизни, и о том, что он «действительно пытался покончить с собой […]. Позже я понял, сколько боли […] я причинил окружающим меня людям, своей семье и поклонникам».
29 июня на первом судебном заседании по делу об употреблении марихуаны в Центральном районном суде Сеула T.O.P признал себя виновным, заявив, что в начале октября 2016 года он четыре раза курил марихуану, и был приговорён к десяти месяцам заключения с двухлетним испытательным сроком, так как раскаялся в своих действиях и принёс публичные извинения.
После дисциплинарного расследования, проведённого полицией, он получил статус резервиста от Министерства национальной обороны и с 26 января 2018 года был переведён из полицейского управления для завершения службы в сеульский Центр искусств и ремёсел Ёнсан. Уволен по окончании службы 6 июля 2019 года, увольнение было официально оформлено двумя днями позже.

### 2019—2023: уход из YG Entertainment и BigBang
В 2020 году T.O.P объявил в прямом эфире в Instagram, что не вернется в индустрию развлечений.
7 февраля 2022 года представители YG Entertainment объявили, что Big Bang вернутся с новой музыкой 5 апреля, а T.O.P расторг свой эксклюзивный контракт с лейблом. Известно, что он обсуждал свой уход с другими участниками группы. В интервью изданию Prestige Online — HongKong (март 2022) сказал, что «слишком стар» для K-pop и хотел бы заняться сольной карьерой. За прошедшие годы музыкальные стили группы и его собственный стали «совершенно разными», и ему хочется попробовать что-то новое. Он хотел бы осуществить данное поклонникам обещание вернуться с сольным альбомом, «когда почувствует себя готовым». В то же время представители YG заверили, что артист хочет «расширить свой кругозор», действуя вне группы, но продолжит работать в Big Bang. После ухода из YG T.O.P поместил в Instagram Stories два поста, «Счастлив» и «Я так счастлив». 5 апреля группа выпустила новый сингл под названием «Still Life», это был первый совместный проект участников Big Bang за четыре года и первый — в качестве квартета — Сынни к тому времени уже не был участником коллектива: в марте 2019 года из-за скандала вокруг клуба Burning Sun лейбл расторг контракт с ним. Сразу после выхода «Still Life» возглавила все музыкальные чарты Южной Кореи, а также чарты в реальном времени на основных музыкальных стриминговых сайтах в Китае и Японии. Сингл «Still Life» дебютировал на первом месте в южнокорейском цифровом чарте Gaon, став 11-й песней Big Bang, занявшей первое место, и таким образом установив рекорд в истории чарта.
29 мая 2023 года T.O.P в Instagram опубликовал видео, где он играет на синтезаторе, видимо, давая понять, что работает над новым произведением соло. 31 мая 2023 года он подтвердил, что покинул группу. После своего ухода не общался с участниками группы, но следил за их деятельностью. В интервью, данном после выхода второго сезона «Игры в кальмара» (январь 2025), T.O.P рассказал, что вопросы, связанные с Big Bang, получаемые от пользователей социальных сетей, вызывали у него «вспышки гнева», у него было желание объясниться, но не было возможности. Видя в соцсетях посты с пожеланиями его воссоединения с группой или ролики с выступлениями Big Bang, он словно смотрел «на изображения семьи», которая потеряна для него. Он сказал следующее: «Я нанёс большой вред как Big Bang, так и моей бывшей компании из-за прошлых ошибок» и признал, что давно хотел покинуть группу, чтобы избежать репутационного ущерба для них. T.O.P считает, что теперь он должен действовать в одиночку, так как его возвращение в Big Bang немедленно бросит тень на всех остальных участников. На вопрос, пытались ли другие участники группы удержать его от этого шага, он ответил, что не хотел бы обсуждать их слова без их ведома. «В данный момент я не общаюсь с участниками [группы]. … я все ещё чувствую себя настолько виноватым, что не могу заставить себя связаться с ними».
По информации журнала Prestige HK, имел рекламные контракты с Cass (корейский производитель пива), Millet, Nongfu Spring (бутилированная вода), Calvin Klein, Reebok.

### 2024 — настоящее время: Netflix
4 декабря 2024 года на официальном YouTube-канале Netflix в видео «Знакомство с актёрским составом» T.O.P был представлен как участник второго сезона сериала «Игра в кальмара». Он исполнил роль рэпера Таноса, потерявшего деньги из-за неудачного вложения в криптовалюту. Его персонаж также был рэпером и, как показано в сериале, имел проблемы с наркотиками. Создатель сериала Хван Дон Хёк высоко оценил смелость T.O.P, вернувшегося к публичной жизни после шестилетнего перерыва и в образе персонажа с такими же проблемами, как и у самого актёра, сказав: «Несмотря на долгий перерыв, я должен сказать, как режиссёр, что он выступил очень впечатляюще, и я очень доволен тем, что он сделал с этим персонажем». Вначале T.O.P сомневался, стоило ли ему присоединяться к проекту, считая, что эта роль «поставит на нём клеймо […] особенно потому, что „Игра в кальмара“ — это такой глобальный сериал». В то же время, актёр почувствовал, что «это судьба» — когда никто не был заинтересован в работе с ним, Хван Дон Хёк поверил в него. На съёмочной площадке, где присутствовало более 400 человек, T.O.P испытал полное погружение в атмосферу Игры.
Чтобы подготовиться к сцене драки Таноса с Ли Мён Ги (Лим Сиван), оба актёра посещали школу боевых искусств. Во время съемки драки между ними T.O.P сломал ребро. По словам Сивана, съемки прекратились, но T.O.P сказал, что всё равно продолжит работу. Хван Дон Хёк назвал Таноса одним из своих любимых персонажей. Он считает, что «яркая» гибель в конце второго сезона была удачным ходом, и что в третьем сезоне по развитию действия будет ощущение, что Танос незримо присутствует в игре. Создавая персонажа, Хван Дон Хёк изначально не представлял, кто его будет играть. До этого он не был знаком с T.O.P и не является «фанатом BigBang».
Выбор T.O.P на роль в сериале вызвал споры в Южной Корее: лицо актёра было скрыто в корейской передаче Live This Morning во время показа сюжета о сериале. Некоторые зрители сочли, что Ли Джонджэ, исполнивший в сериале роль Сон Ги Хуна / Игрока № 456, хорошо знакомый с T.O.P, помог получить тому роль, однако Ли Джонджэ отрицает это. Netflix и режиссёр подверглись критике за выбор T.O.P и за возможное создание «плохого прецедента». Рэпер Ян Донгын, исполнивший в «Игре в кальмара» роль Пак Ён Сика / Игрока № 007, во время интервью в одной из телепередач упомянул T.O.P, однако его внезапно прервали, направив разговор в другое русло, а на экране появилась надпись, что обсуждение T.O.P недопустимо. Этот случай усилил беспокойство поклонников, которые сочли, что вклад T.O.P игнорируется либо приуменьшается корейскими СМИ из-за давнего инцидента с марихуаной, особенно это было заметно в сравнении с отзывами зарубежных СМИ. Фанаты прокомментировали этот случай в соцсетях: «Спасибо за публикацию этого момента, потому что люди заслуживают увидеть, как несправедливо обошлись с Сын Хёном», «Какая нелепая вещь — не позволять ydg (Ян Донгыну), который дружит с top (T.O.P) с 2007 года, даже говорить о нём, позор вам, K-media, серьёзно». «Sus (подозрительно). Мы знаем, что все любят T.O.P, его танцы и пение. Он лучший, и Корея должна оставить его преступления и ошибки. Пусть его услышат!».
T.O.P отсутствовал на рекламных мероприятиях с актёрами сериала. Отвечая на предположения, что актёра отстранили от продвижения сериала из-за разногласий, Хван Дон Хёк подчеркнул, что изначально не планировалось привлекать T.O.P сразу, чтобы дать ему возможность войти в рекламу «в собственном темпе». Он отметил, что у T.O.P, с учётом его негативного опыта, хватило смелости согласиться сняться в дораме, и был удивлён, поняв, что в Южной Корее его до сих пор не простили. Режиссёр также высказал надежду, что реакция на участие T.O.P не будет такой резкой за пределами Кореи из-за различий в законодательстве и отношении в обществе к употреблению марихуаны. Хван Дон Хёк также счёл, что персонаж, сыгранный T.O.P, может стать популярным среди молодых зрителей в Корее.
После премьеры второго сезона игра T.O.P подверглась критике в Южной Корее, зрителям не понравился вокал, мимика персонажа и исполнение им рэпа. Одно из новостных агентств потребовало от T.O.P «принести извинения миру» за роль Таноса. В корейских СМИ отмечался «странный феномен»: зарубежные зрители, судя по поисковым запросам, искали выступление T.O.P на представлении второго сезона, хотя вначале он не принимал участия в рекламной кампании. Танос был принят более благосклонно зрителями и критиками за пределами Кореи, работа актёра получила от них высокую оценку, у T.O.P расширилась международная фан-база.
В связи со своим участием в сериале «Игра в кальмара» 15 января 2025 года T.O.P дал интервью. Он признал, что предложение исполнить роль Таноса было для него «пугающим». По словам T.O.P, после осуждения за употребление марихуаны он собирался прекратить заниматься музыкой. Однако в последующие семь лет, которые он провёл в одиночестве, T.O.P работал в домашней студии. Это было тем временем, когда он «мог дышать» только стоя перед микрофоном: «Думаю, я делал музыку, чтобы выжить». В персонаже отражаются некоторые аспекты из прошлого самого актёра, которые он «предпочёл бы держать в тайне». К тому же он опасался, что отныне будет ассоциироваться только с одной этой ролью. Однако «судьба, казалось, тянула меня в этом направлении». Несколько лет T.O.P считал, что на него «никто не смотрит», решение режиссёра сериала пригласить его придало ему смелости и сподвигло оправдать оказанное ему доверие, а для этого «действительно хорошо сыграть Таноса». Работая над образом рэпера-неудачника, T.O.P принимал во внимание, какие изменения, как психологические, так и физические происходят в человеке под воздействием сильных наркотических средств. Он старался передавать по-разному действия персонажа в сценах, где он трезв и где находится под влиянием наркотиков. После всех потрясений, пережитых им в шоу-бизнесе, T.O.P хочет «менее драматичной жизни», в его понимании это: «просыпаться, не подвергаясь бомбардировке негативными новостями, и чувствовать себя более умиротворенным».
В интервью изданию NME (январь 2025) T.O.P сказал, что относительно продолжения актёрской деятельности после «Игры в кальмара» у него нет определённости. Он хотел бы вернуться в музыку: «То, что я сейчас надеюсь сделать, это поделиться с миром T.O.P — мной как музыкантом». «Музыкант T.O.P был бы тем персонажем, которого я хочу сыграть [сейчас]». По его мнению, годы, проведённые в одиночестве в домашней студии звукозаписи, не прошли даром — его «музыкальная вселенная сильно изменилась». Я чувствую, что моя музыка стала богаче […], поэтому я совершенно уверен, что мои поклонники почувствуют, что я повзрослел в музыкальном плане».
В конце мая — начале июня 2025 года T.O.P вместе с актёрами «Игры в кальмара» Ли Бёнхоном, Ли Джонджэ, Пак Сонхуном и Кан Эсим принял участие в ежегодном слёте зрителей Netflix Tudum, проходившем на этот раз в Лос-Анджелесе. Появление на мероприятии было воспринято как поворотный момент в его карьере. Актёр рассказал о работе над ролью, своих прошлых ошибках и выразил надежду, что с этого момента начинается «новая глава» его жизни. Netflix снял рекламный ролик для продвижения корейского контента, который был размещён на официальном YouTube-канале платформы. В видео с участием Марты Стюарт и T.O.P появился также американский рэпер Lil Yachty, интересующийся корейской культурой и давний поклонник группы Big Bang. Вместе с другими актёрами дорамы T.O.P принял участие в параде в честь завершения сериала, в рамках «2025 K-Content Seoul Travel Week», прошедшем в Сеуле 28 июня 2025 года.

## Исполнительская манера
T.O.P, как и другие участники группы BigBang, получил признание за свою индивидуальность и способность сочетать поп-звучание с элементами рэпа, R&B и танца. T.O.P и G-Dragon как рэперы работали в разных стилях, однако одинаково мастерски, что выделяло BigBang среди других K-pop групп. T.O.P вместе с другими участниками группы писал композиции для BigBang. В группе T.O.P исполнял свои партии в низком регистре. Обозреватель Джефф Бенджамин из Billboard K-Town в связи с гастролями группы в США в 2012 году обратил внимание на то, что исполнитель узнаваем своим низким тембром рэпа, а журналист Billboard K-Town Тамар Херман отметила, что рэп T.O.P является «неотъемлемой частью звучания группы», и что он склонен отдавать предпочтение «уверенному, почти насмешливому тону». Адриенн Стэнли из Kpop Starz также похвалила рэпера за «скорость и точность» при исполнении куплетов. Оба его сольных релиза — Turn It Up и Doom Dada — написаны под влиянием хип-хопа, последний получил признание критиков за свои «лирические ритмы, [которые] одновременно манят и отталкивают» (журнал Dazed). Тейлор Глэсби, поставив «Doom Dada» в десятку лучших синглов 2013 года K-pop, отмечала, что эта композиция знаменует собой тот выбор, который предстоит сделать K-pop, как и западная музыка, находящемуся в плену отработанных приёмов: «…эволюционировать или умереть. T.O.P не будет единолично возглавлять это, но его лейбл YG может — «Doom Dada» (и его неожиданный успех) — захватывающее и интригующее тому доказательство». Кроме того, Billboard отметил, что «мелодия песни завораживает своими жужжащими синтезаторами, трайбл-битами и песнопениями, которые бледнеют по сравнению с агрессивной, многотональной подачей рэпером своих куплетов», подтверждая, что T.O.P с этой песней «раскрыл свой истинный артистизм».
Работая над материалом для своего подпроекта вместе с GD, он экспериментировал с разными стилями. Соавторы большинства текстов, они отметили, что как «рэперы […] мы хотели бы рассказывать больше историй, чтобы наши фанаты могли их слушать». Пытаясь создать свой собственный стиль, отличный от стиля их группы, дуэт выбрал более хип-хоп-ориентированное звучание, чтобы отличаться от преобладающего в то время в Big Bang жанра электронной музыки, хотя её влияние всё равно прослеживается, наряду с R&B и акустической музыкой. Дуэт также заявил, что стал «гораздо более разнообразным [в своих] попытках» создать собственный стиль, предпочитая смешивать несколько жанров, чтобы «проявить больше своего характера, который мы не можем показать, когда выступаем как Big Bang».
T.O.P часто редактирует свои тексты «более сотни раз» и черпает вдохновение в «вещах, которые не говорят. [В] красивых и привлекательных предметах, а не в людях». Хотя его основной музыкальный жанр — хип-хоп, он также слушает классическую музыку, а особенно любит британскую рок-группу Pink Floyd. Среди рэперов его привлекают такие фигуры, как Фаррелл Уильямс и Канье Уэст, при этом T.O.P выделяет их не только как исполнителей, но отдаёт им должное как продюсерам и руководителям арт-проектов.
T.O.P считает, что так как он музыкант, это влияет на его актёрскую игру, делая её более эмоциональной. Хотя на международном уровне Big Bang часто называют «K-pop»-группой, T.O.P. выразил недовольство этим ярлыком, отметив, что «[вы] не делите поп-музыку по тому, кто её исполняет. Мы не говорим, например, „белая поп-музыка“, когда белые люди пишут музыку».

## Увлечения
В детстве T.O.P не интересовался искусством, тем не менее в его семье хотели, чтобы он стал художником. Все его родственницы окончили художественные школы, а его двоюродный дед, Ким Ванки (1913—1974), был известным художником-абстракционистом. Сын Хён всячески сопротивлялся любым попыткам направить его деятельность в этом русле. После уроков в начальной школе он посещал занятия в художественной школе, которой руководила его тётя. Через много лет Сын Хён признал, что это травмировало его, так как он понимал, что не сможет быть хорошим художником. «Я думаю, у меня есть глаза, чтобы видеть, что такое хорошее искусство, но… я не обязательно лучший в рисовании или живописи». Позднее его отношение к изобразительному искусству изменилось, по его собственным словам, он стал понимать, что оно его привлекало всегда. Также он стал интересоваться модой и дизайном. Ещё в тринадцать лет увлекся коллекционированием и начал со сникеров (англ. snikers).
В 21 год Сын Хён начал собирать дизайнерскую мебель, прежде всего, стулья. «Стул, по сути, является небольшим произведением архитектуры», — отмечал T.O.P в одном из своих интервью, объясняя, почему именно этот предмет мебели привлёк его внимание. По словам певца, ему нравятся итальянские дизайнеры, придерживающиеся стиля, сформировавшегося ещё в 1950-х годах: «Только хороший дизайн неподвластен времени. С музыкой то же самое. Только хорошая музыка живёт долго». В 2015 году для компании Vitra он разработал дизайн стула — было запланировано выпустить лимитированную серию в количестве 87 экземпляров (в честь года рождения певца — 1987). Общие интересы, несмотря на значительную разницу в возрасте, сблизили его с актёром Ли Джонджэ, который постоянно консультировался с T.O.P по вопросам коллекционирования. Советовались с ним в отношении этого и коллеги по YG Entertainment. 
Позднее T.O.P занялся современной живописью, по его словам, он стремился учиться разбираться в искусстве и антиквариате самостоятельно, изучая рынок по данным в интернете, а также по специальной литературе из личной библиотеки. Его беспокоило то внимание, которое он мог привлечь к себе, если бы стало известно о его интересах. Испытывая с детства приступы депрессии, он получал облегчение, «глядя на красивые вещи», искусство оказывало на него уравновешивающее действие. Он считал себя более чувствительным, чем другие дети, и находил преодоление трудностей в прекрасном. T.O.P собрал достаточно представительную коллекцию современной живописи, ориентируясь не на рыночную стоимость произведений, а на собственный вкус. По мнению художественного консультанта Юки Терасе, вкус T.O.P эклектичен и отражает тенденцию среди молодых азиатских коллекционеров собирать то, что нравится и по-настоящему волнует, не ограничивая себя каким-либо направлением, школой или философским течением. «Поэтому это очень личное». 20 января 2015 года в Сингапуре T.O.P была вручена премия Prudential Eye Awards (Parallel Media Group Award for Visual Culture at the Prudential Eye Awards) в области визуальной культуры — таким образом было отмечено влияние Чхве Сын Хёна, увлечённого искусством, дизайном и музыкой, на молодое поколение Азиатского региона. В коллекции T.O.P имеются картины Энди Уорхола, а также его двоюродного деда Ким Ванки. T.O.P утверждает, что на пополнение своего собрания он тратит до 95 процентов доходов. Считает, что необыкновенные произведения, собранные им, помогают создавать «самую уникальную музыку». «Я прихожу к художникам со своей чистой страстью, и именно поэтому я считаю, что у меня много друзей-художников, и они открывают мне свои сердца — даже несмотря на то, что иногда они очень закрытые люди». «Мне нравится видеть, чувствовать и учиться у других», — сказал Чхве Сын Хен в другом интервью. Также он отметил, что он не только любит признанных мастеров, но и ищет новые таланты среди молодых художников. Он хотел бы открыть частный музей, чтобы поделиться своими находками со всеми желающими: «Надеюсь, это случится до моей смерти».
T.O.P и GD стали первыми исполнителями K-pop, включёнными в список «Пятьдесят ведущих коллекционеров» по версии известного американского художественного журнала Art News (современное искусство). Издание ежегодно публикует список «200 лучших коллекционеров мира» и список из 50 коллекционеров, «на которых стоит обратить внимание», куда попадают многообещающие молодые коллекционеры. Сеульский Художественный музей Samsung Leeum в 2015 году обращался к T.O.P с просьбой предоставить предметы из личной коллекции мебели для экспонирования на выставке Ян Хэгуэ (Yang Haegue). Он был также одним из приглашённых кураторов, с апреля 2015 года, художественной выставки современного азиатского искусства The Eye Zone в сингапурском Музее искусства и науки, отвечая за подбор картин молодых художников из Азии.
В начале 2022 года T.O.P представил бренд вин под маркой T’Spot. T.O.P лично осуществлял наблюдение за производством вин под этой маркой во Франции в Бордо, регион Сент-Эмильон с 2017 года. Этикетка для бутылок T’Spot, получившая наименование «Direction #50», была разработана его другом, японским художником и скульптором Кохэем Нава (англ. Kohei Nawa). Вина реализовывались по цене от 13 долларов США за бутылку белого до 15 долларов за красное вино. Низкие цены T.O.P объяснил так: «Это, чтобы отплатить фанатам за поддержку [которую они оказывали], когда я переживал трудные времена. Мне пришла в голову идея, что я хочу поделиться хорошими винами по разумной цене. Это не обязательно должно быть только для определённых людей — я хочу поделиться со всеми». Часть выручки от продажи направлялась на поддержку фонда искусств. Является владельцем виноградника в Аргентине, стоимость которого неизвестна.

## Благотворительность
В августе 2014 года T.O.P присоединился к Ice Bucket Challenge — международной кампании по разработке методов лечения болезни Лу Герига, также известной как боковой амиотрофический склероз (БАС). Он сделал пожертвование в фонд Seungil Hope Foundation — некоммерческую организацию, которая оказывает помощь пациентам с болезнью Лу Герига.
В 2016 году по приглашению художественного консультанта Юки Терасе, в то время руководителя отдела современного искусства Sotheby's Asia, обратившей внимание на посты T.O.P в Instagram, стал куратором благотворительного аукциона Sotheby's, подготовка к аукциону длилась около года. Впервые в истории этого аукционного дома куратором был избран артист из Азиатского региона. T.O.P участвовал в подготовке специальных торгов в Гонконге, отобрав в рамках проекта, получившего название #TTTOP (отсылка к аккаунту T.O.P в IG) 28 работ азиатских и западных художников. В предаукционном интервью он отметил, что коллекционеры на Западе, как правило, обращают внимание на западное современное искусство, азиатские же интересуются как западным, так и восточным. В число отобранных им произведений вошли работы Ли У Хвана, Нам Джун Пайка, Ким Ван Ки (Kim Whan-ki), а также Энди Уорхола и Герхарда Рихтера, Рудольфа Штингеля, Джеффа Элрода (англ. Jeff Elrod), Джорджа Кондо и Йонаса Вуда. На аукционе, прошедшем 3 октября, было продано предметов на сумму более 135 миллионов гонконгских долларов, и часть вырученных средств была пожертвована Азиатскому культурному совету (ACC) для поддержки начинающих азиатских художников. Проект дал старт новому тренду в мире аукционов, где куратором выступает знаменитость из мира искусства.
4 ноября 2018 года в честь его дня рождения поклонники T.O.P из четырёх азиатских стран пожертвовали 11 миллионов вон (9900 долларов США) от его имени в фонд Yongsan Welfare Foundation, чтобы помочь людям с финансовыми трудностями.
3 марта 2020 года T.O.P пожертвовал 100 миллионов вон Национальной ассоциации по борьбе со стихийными бедствиями «Мост надежды» в Тэгу, провинция Северный Кёнсан, для обеспечения медицинского персонала региона средствами индивидуальной защиты и для помощи в борьбе с COVID-19.
19 декабря 2023 года T.O.P пожертвовал 12 000 угольных брикетов Briquette Bank, источником послужили доходы его винного бренда «T’SPOT». Briquette Bank распределяет брикеты среди домохозяйств с низким доходом, которые нуждаются в помощи в связи с высокой инфляцией и ростом цен на энергоносители.

## Предполагаемый полёт в космос
После подачи заявки в 2022 году T.O.P был выбран для участия в лунном космическом полёте в составе экипажа проекта японского миллиардера Юсаку Маэдзавы DearMoon. Миссия должна была состояться в 2023 году на борту корабля SpaceX Starship. Проект был отменён в 2024 году, организаторы назвали причиной отмены задержки в программе Starship.

## T.O.P о психологических проблемах в шоу-бизнесе
В своём интервью изданию Prestige Online — HongKong (март 2022 года) T.O.P поднял тему ментального здоровья участников индустрии развлечений. Он с сожалением отметил, что среди стран ОЭСР Южная Корея занимает первое место по количеству самоубийств. T.O.P много размышлял об этой проблеме в годы своего отлучения от индустрии развлечений и пытался выразить это в своей музыке. С 2017 по 2022 год он написал «более 100 песен», «это было моей мотивацией, как желание заполнить книжную полку своими работами». Он надеется, что его произведения помогут «многим молодым людям, которые в этот самый момент находятся в отчаянии». По его мнению, жёсткая система K-рор, где юношей и девушек «обучают как роботов» — это верный путь к популярности, однако молодые люди «становятся одинокими внутри». Сам T.O.P считает, что ему очень повезло, потому что до своего дебюта он стажировался всего лишь год. У него есть идея создать «новый вид звукозаписывающей компании», её участники не будут «роботами», и смогут сосредоточиться на творчестве. В завершение он сказал следующее: «Я уверен в том, что в будущем я создам группу, которая будет полностью отличаться от Big Bang».

## Дискография

### Совместные альбомы
- GD & TOP[англ.] с G-Dragon (2010)

### Синглы
- «Friend» (на корейском: 친구; на русском: Друг; романизовано: Chingu)  (T.O.P с участием Тхэян)
- «Act Like Nothing’s Wrong» (на корейском: 아무렇지 않은 척; на русском: Притворись, что всё хорошо)
- «Hallelujah» (T.O.P с участием Тхэян и G-Dragon) (саундтрек к драме «Iris»)
- «Turn It Up» (2010)
- «Because» T.O.P с участием Сынри (саундтрек к фильму «Девятнадцать»)
- «Of All Days»
- «Oh Mom»
- «Doom Dada» (2013)

### Совместные синглы
- «Buckwild» NBK Gray с участием T.O.P
- «I’m Sorry» (японская версия) Gummy с участием T.O.P
- «Big Boy»
- «I’m Sorry» Gummy с участием T.O.P
- «All I See Is you» Zia с участием T.O.P
- «D.I.S.C.O» Юм Чон Хва с участием T.O.P
- «Digital Bounce» Seven[англ.] с участием T.O.P

## Фильмография

### Кино
| Год  | Фильм                     | Роль               | Примечание                                     |
| ---- | ------------------------- | ------------------ | ---------------------------------------------- |
| 2008 | История Мужчины           | В роли самого себя | Камео                                          |
| 2009 | Девятнадцать              | Со Чжон Хун        | Главная роль                                   |
| 2010 | 71: В Огне                | О Чжан Бом         | Главная роль                                   |
| 2011 | Айрис: Последний          | Вик                | Киноадаптация сериала «Айрис» для Японии       |
| 2013 | Выпускник                 | Ли Мен Хун         | Жанр: мелодрама, школа, драма, экшн, романтика |
| 2014 | Война цветов 2: Рука Бога | Хам Дэ Гиль        | Жанр: драма, триллер, криминал, комедия        |
| 2016 | Big Bang Made             | В роли самого себя | Документальный, музыка, танцы.                 |
| 2017 | Вышедший из-под контроля  | Том Янг            | Главная роль                                   |

### Телевидение
| Год       | Название                        | Роль                              | Примечание                                                   |
| --------- | ------------------------------- | --------------------------------- | ------------------------------------------------------------ |
| 2007      | Я — учитель                     | Чхэ Му Син                        | Главный состав сериала                                       |
| 2009      | Айрис                           | Вик                               | Главный состав сериала                                       |
| 2010      | Незабываемый день / Haru / 하루 | В роли самого себя                | Камео                                                        |
| 2015      | Тайное послание                 | У Хён                             | Главный состав сериала                                       |
| 2024—2025 | Игра в кальмара                 | Чхве Су Бон / Танос / Игрок № 230 | Второстепенный состав сериала (2-й сезон). Гость (3-й сезон) |

## Награды и номинации
| Награда                        | Год  | Категория                                | Работа                                                                                               | Результат | Ист.    |  |
| ------------------------------ | ---- | ---------------------------------------- | --- | --------- | ------- |  |
| Азиатская кинопремия           | 2010 | Лучший новый актёр                       | «71: В огне»                                                                                         | Номинация | [ 136 ] |  |
| Премия «Большой колокол»       | 2010 | Лучший новый актёр                       | «71: В огне»                                                                                         | Номинация | [ 137 ] |  |
| Премия «Большой колокол»       | 2010 | Популярность Халлю                       | «71: В огне»                                                                                         | Победа    | [ 137 ] |  |
| Премия «Большой колокол»       | 2015 | Награда за популярность                  | «Война цветов 2: Рука Бога»                                                                          | Номинация |         |  |
| Кинопремия «Голубой дракон»    | 2010 | Лучший новый актёр                       | «71: В огне»                                                                                         | Победа    | [ 138 ] |  |
| Кинопремия «Голубой дракон»    | 2010 | Награда за популярность                  | «71: В огне»                                                                                         | Победа    | [ 139 ] |  |
| Премия «Пэксан»                | 2011 | Лучший новый актёр                       | «71: В огне»                                                                                         | Победа    | [ 139 ] |  |
| Премия «Пэксан»                | 2011 | Награда за популярность                  | «71: В огне»                                                                                         | Победа    | [ 140 ] |  |
| Премия «Пэксан»                | 2014 | Награда за популярность                  | «Выпускник»                                                                                          | Номинация | [ 141 ] |  |
| BIFF Asia Star Awards          | 2013 | Награда «Новичок»                        | «Выпускник»                                                                                          | Победа    |         |  |
| KBS Drama Awards               | 2009 | Лучший новый актёр                       | «Айрис»                                                                                              | Номинация | [ 142 ] |  |
| Korean Film Awards             | 2010 | Лучший новый актёр                       | «71: В огне»                                                                                         | Номинация | [ 143 ] |  |
| Max Movie Awards               | 2010 | Лучший новый актёр                       | «71: В огне»                                                                                         | Победа    | [ 144 ] |  |
| Prudential Eye Awards          | 2015 | Visual Culture Award                     | «Influence he has on the young generation in Asia with his passion for modern art, design and music» | Победа    | [ 110 ] |  |
| Singapore Entertainment Awards | 2014 | Самое популярное музыкальное видео K-pop | «Doom Dada»                                                                                          | Номинация |         |  |
| Style Icon Awards              | 2010 | Новая икона (Кино)                       | «71: В огне»                                                                                         | Победа    | [ 145 ] |  |
| Премия «Золотое дерби»         | 2025 | Drama Supporting Actor                   | «Игра в кальмара»                                                                                    | Победа    | [ 146 ] |  |